# Jakob Reuter
Jakob Reuter SVD (* 22. Dezember 1911 in Schwall; † 3. Juli 2007 in Steyl) war ein deutscher römisch-katholischer Priester.

## Leben
Nach dem Abitur 1931 am Missionshaus St. Wendel begann er im selben Jahr er in Sankt Augustin das Noviziat und legte dort am 1. Mai 1933 die Erstprofess ab. Er studierte bis 1938 an der Pontificia Università Gregoriana. Am 7. März 1937 legte er die Ewigen Profess ab. Am 31. Oktober 1937 wurde er in der Kirche des Pontificium Collegium Germanicum et Hungaricum de Urbe in Rom zum Priester geweiht. Er studierte zwei Jahre Altphilologie und Missionswissenschaft an der Universität Münster. 
1950 wurde er Rektor im Missionshaus in Varone. 1962 wurde er zum Rektor und Novizenmeister in Padua ernannt. 1974 übernahm er das Amt des Vizepostulators für die Seligsprechung von Josef Freinademetz. 1996 wurde er Hausgeistlicher im Seniorinnenheim der Schwestern unserer Lieben Frau in Mühlhausen.

## Schriften (Auswahl)
- Die Predigten von Joseph Freinademetz vor seiner Ausreise nach China. Rom 1970, OCLC 72044889.
- Der selige Josef Freinademetz SVD. Ein Südtiroler Glaubensbote im Fernen Osten. Mödling 1975, ISBN 3-85264-080-6.
- Giuseppe Freinademetz. Un figlio delle Dolomiti, apostolo di Cristo nel lontano Oriente. Bologna 1976, OCLC 797319067.
- Josef Freinademetz. Künder des Glaubens im Fernen Osten. Nettetal 1985, ISBN 3-87787-191-7.